# R22 (België)
De R22 wordt ook weleens de Tweede Ring rond Brussel genoemd (in het Frans: Ceinture Est). Naast de Grote Ring (R0), de Kleine Ring (R20) en de Middenring (R21) is dit de vierde ringweg van Brussel. De weg ligt voor het grootste deel tussen de R21 en R0 in, maar komt in Machelen en Vilvoorde buiten de R0; de weg fungeert eveneens als ringweg rond deze twee plaatsen. De R22, zo'n 23 km lang, vormt geen volledige lus. De snelheidslimiet varieert tussen 70 en 90 km/u. In de omgeving van knooppunt Zaventem is er een stuk waar 100 km/u toegestaan is.

## Traject

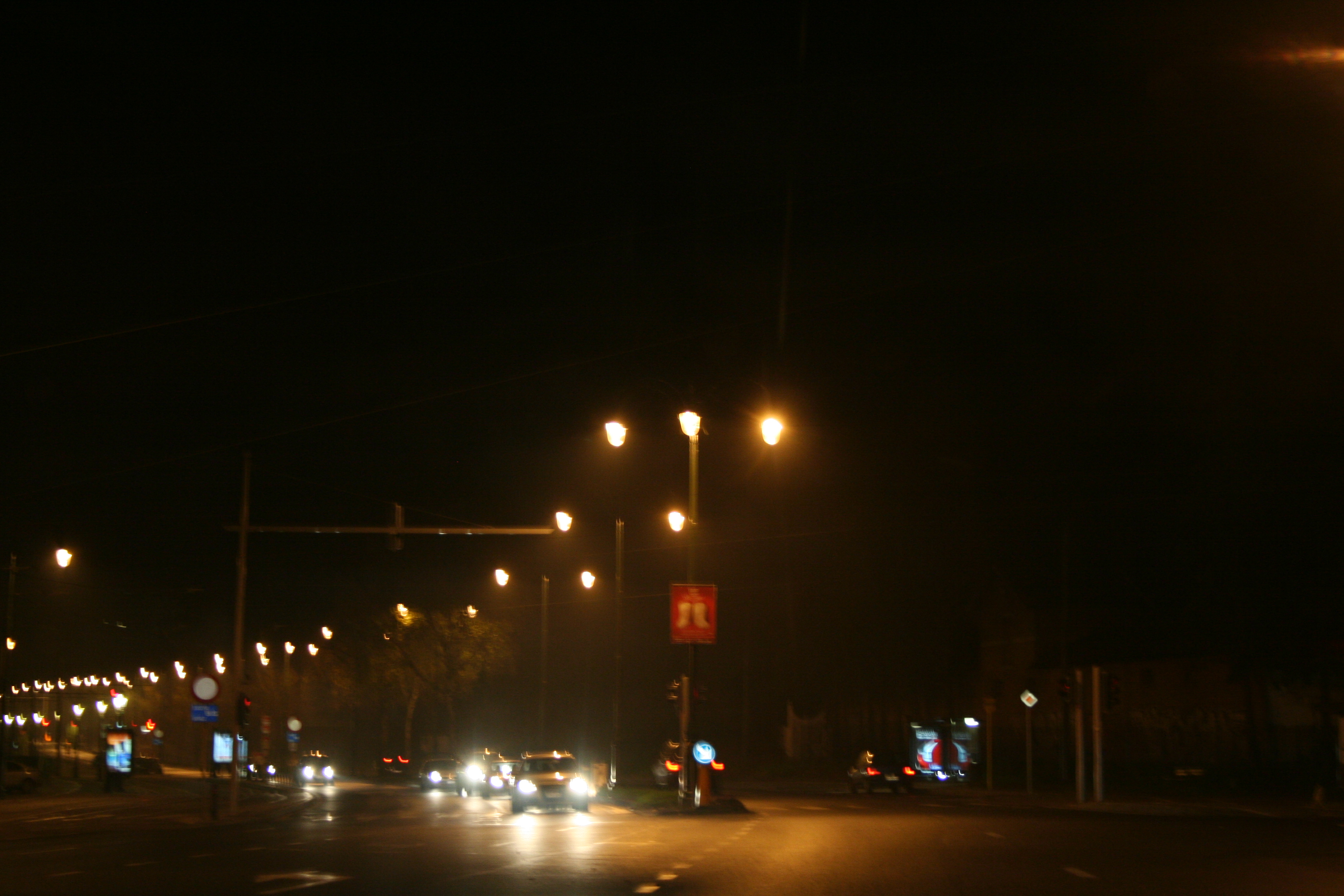
De R22 ter hoogte van het Ter Kamerenbos (Terhulpensesteenweg)

De R22 begint aan de Cokeriestraat in Vilvoorde en loopt via Machelen en het knooppunt Zaventem naar Brussel. In Brussel kruist de weg onder andere de N2 (Leuvensesteenweg), de A3, de N3 (Tervurenlaan), de N4 (Waverse Steenweg), de A4 en de N24 (F. Rooseveltlaan), en eindigt aan de N5 (Waterloosesteenweg).

## Straatnamen
In Machelen, Vilvoorde en Grimbergen heet de weg "Woluwelaan". In Zaventem heet de weg Woluwedal. De weg loopt dan ook grotendeels langs het riviertje de Woluwe, en verbindt onder andere de (deel)gemeenten Sint-Pieters-Woluwe, Sint-Lambrechts-Woluwe en Sint-Stevens-Woluwe, ook ernaar vernoemd.
In Brussel heeft de R22 van noord naar zuid de volgende straatnamen:
- Woluwelaan
- Vorstlaan
- Delleurlaan
- Terhulpensesteenweg

## Geschiedenis
De Woluwelaan werd in verschillende periodes aangelegd. Het gedeelte tussen de Tervurenlaan en Oudergem is het alleroudste en werd aangelegd in de jaren 80 van de 19e eeuw. Rond de eeuwwisseling volgde het gedeelte ten zuiden van Oudergem. Op dit moment was er nog geen sprake van een 'ringweg' of R22. Dit deel werd aangelegd als stadsboulevard.
Het grootste deel van de R22 werd pas na de Tweede Wereldoorlog aangelegd. Het eerste deel hiervan, tussen de Kerklaan in Machelen en de Tenaertslaan in Diegem, werd aangelegd tussen 1947 en 1949, nadat de Woluwe er overwelfd werd in de tweede helft van de jaren 30. Het tweede gedeelte dat werd opengesteld, van de Tenaertslaan tot het huidige knooppunt Zaventem, toen een rotonde, werd aangelegd tussen 1951 en 1958. Tegelijkertijd begon men tussen het latere knooppunt Zaventem en de Tervurenlaan met de 'sanering' van de Woluwevallei. Deze operatie werd geleid door de Intercommunale voor de Gezondmaking van de Woluwevallei, die ook de kanalisering en overwelving van de Woluwe in Diegem en Machelen had geleid.
In 1970 was het gedeelte van de Tervurenlaan tot Rijmelgem (een gehucht ten noorden van Sint-Stevens-Woluwe) geopend, maar waren de werken aan de verbinding met de Grote Ring (knooppunt Zaventem) nog aan de gang. In 1976 wordt ook dit gedeelte geopend, waarbij het knooppunt Zaventem heraangelegd werd van de voorgaande rotonde tot de huidige configuratie. Hierbij kreeg de Woluwelaan ten noordoosten van het knooppunt een nieuwe, meer noordelijke bedding en kwam de rijrichting richting Vilvoorde in een tunnel onder de Brusselse Grote Ring terecht. Ook werd in de jaren 70 het gedeelte tussen de Kerklaan (Machelen) en de Leuvensesteenweg (Vilvoorde) ter hoogte van Peutie aangelegd. In dezelfde beweging werd de Luchthavenlaan aangelegd, die een verbinding met de E19 moest verzorgen.
Een verdere verlenging van de Woluwelaan van Peutie tot het Grimbergse gehucht Verbrande Brug werd pas in de jaren 90 aangelegd. Hierdoor kreeg het noordelijke deel van de Woluwelaan zijn definitieve vorm als ringweg rond Vilvoorde.

## Toekomst
Eind 2004 keurde de provinciale auditcommissie de streefbeeldstudie 'R22 - N211' goed. Op lange termijn stelt deze studie een herinrichting van de R22 voor waarbij verschillende kruisingen worden aangepast om de R22 veiliger te maken en de doorstroming te verbeteren. Zo zou op de kruising met de N211 (Luchthavenlaan) de huidige rotonde worden vervangen door een lichtengeregeld kruispunt en zou er bij de kruising met de Kerklaan in Machelen een tunnel worden aangelegd met even verder een gelijkvloers lichtengeregeld kruispunt bij de kruising met Viaductstraat. Momenteel wordt de Woluwelaan heraangelegd tussen Diegem en Machelen. Deze werken kaderen in het START-initiatief om de reconversie van oude bedrijfsterreinen en de tewerkstelling in de regio te bevorderen en passen in het streefbeeld uit 2004. Tegen 2019 wordt de R22 bij het knooppunt Machelen aangesloten op de R0 zodat afrit 5 van de R0 naar de Woluwelaan (en de Beaulieustraat aan de overzijde) afgesloten kunnen worden. Op langere termijn kan zo ook de aansluiting naar de R0 door Diegem vervallen.
Vanaf 2020 werd gestart met aanleg van vrije busbanen voor de ringtrambus van Brabantnet. Deze hoogwaardige buslijn volgt de Woluwelaan tussen Machelen en de luchthaven.

## Fietsinfrastructuur
Langs een deel van de weg ligt fietsinfrastructuur. Tussen de aansluiting met de R0 in Zaventem en Sint-Stevens-Woluwe gaat het om fietssnelweg F202, verder zuidelijker om fietssnelweg FR0.
R-wegen:
R0 · R1 · R2 · R3 · R4 (R4a · R4z) · R5 (R5a) · R6 · R7 · R8 · R9 · R10 · R11 (R11a) · R12 · R13 · R14 · R15 · R16 · R18 · R20 (R20a · R20b) · R21 (R21a · R21b · R21c · R21d) · R22 (R22a · R22z) · R23 (R23z) · R24 · R25 · R26 · R27 (R27a) · R30 (R30a · R30b) · R31 · R32 · R33 · R34 · R35 · R36 (R36z) · R40 (R40a) · R41 · R42 · R43 · R50 · R51 · R52 · R53 · R54 · R55 · R61 (R61a) · R62 · R70 · R71 · R72 · R73
N-wegen die (gedeeltelijk) een ringweg omvatten:
N1 · N3 · N4 · N6 · N7 · N8 · N9 · N13 · N17 · N27 · N27a · N28 · N29 · N31 · N32 · N34 · N35 · N36 · N37 · N38 · N39 · N41 · N44 · N46 · N47 · N49 · N50 · N55 · N60 · N60d · N70 · N71 · N72 · N73 · N75 · N76 · N78 · N80 · N81 · N82 · N90 · N92 · N113 · N153 · N203 · N203a · N390 · N405 · N416 · N441 · N473 · N498 · N556 · N700 · N712 · N712b · N717 · N722 · N725 · N748 · N750 · N769 · N967